# خايمي ألفاريز
خايمي ألفاريز (بالإسبانية: Jaime Álvarez)‏ (22 أكتوبر 1962 خيخون إسبانيا - ) هو لاعب كرة قدم إسباني يلعب كلاعب وسط.